# خوان مارتین امیوا
خوان مارتین امیوا (انگلیسی: Juan Martín Amieva؛ زادهٔ ۲۷ سپتامبر ۱۹۸۸) بازیکن فوتبال اهل آرژانتین است.